# Andrzej Makowiecki (historyk literatury)
Andrzej Zdzisław Makowiecki (ur. 5 maja 1939 w Warszawie, zm. 11 października 2019 tamże) – polski historyk literatury okresu pozytywizmu, Młodej Polski i dwudziestolecia międzywojennego, profesor zwyczajny Uniwersytetu Warszawskiego i Akademii Teatralnej, krytyk literacki. Także historyk literatury francuskiej.

## Życiorys
Urodził się w rodzinie Jana i Danuty z domu Paprockiej. Okres II wojny światowej spędził z rodzicami w Warszawie. Jest absolwentem XI Liceum Ogólnokształcącego im. Mikołaja Reja w Warszawie (1958). W 1963 ukończył studia polonistyczne na Uniwersytecie Warszawskim. W 1964 rozpoczął na UW studia doktoranckie. Od 1966 zajmował się twórczością krytycznoliteracką. W 1968 obronił pracę doktorską „Artysta jako bohater literacki prozy Młodej Polski” napisana pod kierunkiem Janiny Kulczyckiej-Saloni. Od marca 1969 pracował w Państwowym Instytucie Wydawniczym, od grudnia 1969 w Filii UW w Białymstoku. Tam w latach 1973–1976 kierował Zakładem Filologii Polskiej na Wydziale Humanistycznym, w latach 1979–1981 był dyrektorem Instytutu Filologii Polskiej. W 1980 uzyskał stopień doktora habilitowanego na podstawie rozprawy „Trzy legendy literackie. Przybyszewski – Witkacy – Gałczyński”.  Od 1982 pracował na UW w Warszawie, jako kierownik Zakładu Historii Literatury Okresu Pozytywizmu i Młodej Polski. W 1984–1987 był prodziekanem do spraw studenckich Wydziału Polonistyki, a w 1987–1993 dyrektorem Instytutu Literatury Polskiej UW. W 1988 otrzymał tytuł profesora nadzwyczajnego, w 1995 tytuł profesora zwyczajnego. Na UW przeszedł na emeryturę w 2005.
Równocześnie od 1979 pracował w Państwowej Wyższej Szkole Teatralnej w Warszawie, od lat 80. na Wydziale Wiedzy o Teatrze, w latach 1989–1993 był dziekanem tego wydziału. W latach 1995–2001 był przewodniczącym Zespołu Nauk Humanistycznych w Komisji Ekspertów przy Ministrze Edukacji Narodowej, w latach 1999–2005 zastępcą dyrektora do spraw studiów i studentów w Kolegium MISH UW. W latach 2005–2010 był członkiem Rady Akademii Artes Liberales. Związany także z pracą w Kolegium Międzywydziałowych Indywidualnych Studiów Humanistycznych UW.
Od 1994 do 2001 był przewodniczącym jury w teleturnieju Wielka Gra. Zastąpił na tym stanowisku prof. Janusza Sikorskiego. Dodatkowo był głównym ekspertem i autorem pytań z tematów z dziedziny literatury polskiej (głównie XIX wieku), a także był 3. ekspertem z większości tematów z dziedziny literatury francuskiej, początkowo wymieniał się tą funkcją z prof. Remigiuszem Foryckim, później zawsze był ekspertem. W tych rolach pojawiał się aż do końca trwania tego teleturnieju, czyli do 2006. W 2001 na stanowisku przewodniczącego jury teleturnieju Wielka Gra zastąpił go prof. Tadeusz Panecki, który pełnił tę funkcję do końca trwania tego teleturnieju.
W latach 2004–2006 był jurorem Nagrody Nike. 
Od 1989 był członkiem korespondentem, od 1994 członkiem zwyczajnym Towarzystwa Naukowego Warszawskiego. Od 1996 do 2003 był członkiem Komitetu Nauk o Literaturze PAN.

## Publikacje
- Młodopolski portret artysty (1971)
- Tadeusz Żeleński (Boy) (1974)
- Trzy legendy literackie Przybyszewski – Witkacy – Gałczyński (1980)
- Młoda Polska (1981)
- Wokół modernizmu. Szkice (1985)
- Słownik postaci literackich (2000)
- Encyklopedia szkolna WSiP. Literatura. Wiedza o kulturze (2006)
- Warszawskie kawiarnie literackie (2013)